# Immunkemiske reaktioner
Immunkemiske reaktioner er en hurtig detektionsmetode for mikroorganismer baseret på antigen-antistof binding (antigenpåvisning). Immunfluorescens, immunhistokemi og ELISA er forskellige typer af immunkemiske reaktioner.
Metoden kan benyttes til påvisning af mikroorganismer ved bl.a. madforgiftning og i miljøprøver.
Påvisning og kvantitering af mikroorganismer har gennem mange år været baseret på opformering i laboratoriet gennem et eller flere dyrkningstrin. En egentlig identifikation har som regel krævet en række yderligere biologiske tests udført med renkulturer.
Udover at disse procedurer er tidskrævende, forudsætter de, at de relevante organismer befinder sig i en kulturabel tilstand (dvs. dyrkbare). Det er imidlertid blevet påvist, at en stor del af den miljølevende bakterie-population findes i en tilstandsform, der ikke umiddelbart lader sig opdyrke. Disse organismer kan være fysiologisk aktive, og er derved økologisk relevante, hvorfor det bliver af betydning at kunne påvise dem i miljøet.
Man råder i dag over to typer af detektionsmetoder, som er uafhængige af målorganismens vækst i laboratoriet. Immunkemiske teknikker, som er baseret på antigen-antistof binding, kan anvises til at påvise specifikke fænotyper. Genprobe baseret på DNA hybridisering (PCR,LCR) kan tilsvarende anvendes til at påvise tilsvarende specifikke genotyper. Disse detektionsmetoder er hurtige at udføre, og deres anvendelse på miljøprøver er blevet stimuleret af behovet for at kunne følge specifikke gensplejsede mikroorganismers overlevelse og spredning i miljøet.